# Flughafen Nanchang Changbei

i8
i11
i13
Der Flughafen Nanchang Changbei (chinesisch 南昌昌北国际机场, IATA-Code: KHN, ICAO-Code: ZSCN) ist ein chinesischer Flughafen in Nanchang, der Hauptstadt der Provinz Jiangxi.

## Geschichte
Der Bau des Flughafens begann im Oktober 1996. Am 10. September 1999 eröffnete der Flughafen und ersetzte somit den Flughafen Nanchang Xiangtang. 2003 wurden erstmals mehr als eine Million Passagiere abgefertigt. Im Jahr 2008 begann ein größerer Ausbau, der 2011 abgeschlossen wurde. Fortan konnte der Flughafen zwölf Millionen Fluggäste jährlich abfertigen. In den Jahren 2014 bis 2016 gingen die Passagierzahlen leicht zurück, bevor sie 2017 stark stiegen und zum ersten Mal zehn Millionen überschritten.

## Fluggesellschaften und Ziele
Neben chinesischen und kontinentalen Zielen steht auch Mailand auf dem Flugplan.